# パール・セカレシュ
パール・セカレシュ （ハンガリー語: Szekeres Pál、1964年9月22日 - ）は、ハンガリーの元フェンシング選手。東京2020パラリンピック競技大会終了時点で、オリンピックとパラリンピックの両方でメダルを獲得している唯一の選手。

## 経歴
1988年のソウルオリンピックにフェンシングのハンガリー代表として出場。フルーレ団体で銅メダルを獲得した。
1991年、バスの事故で負傷し、車椅子生活を余儀なくされた。その後車いすフェンシングに転向した。「ハンガリーで最も成功したパラリンピック選手」と評され、1992年のバルセロナパラリンピックの車いすフェンシング、フルーレ個人で金メダル、1996年のアトランタパラリンピックでは、フルーレ個人とサーブル個人で金メダルを獲得した。その後、シドニーパラリンピック、アテネパラリンピック、北京パラリンピックでは銅メダルを獲得した。